# San-Andreas-Verwerfung

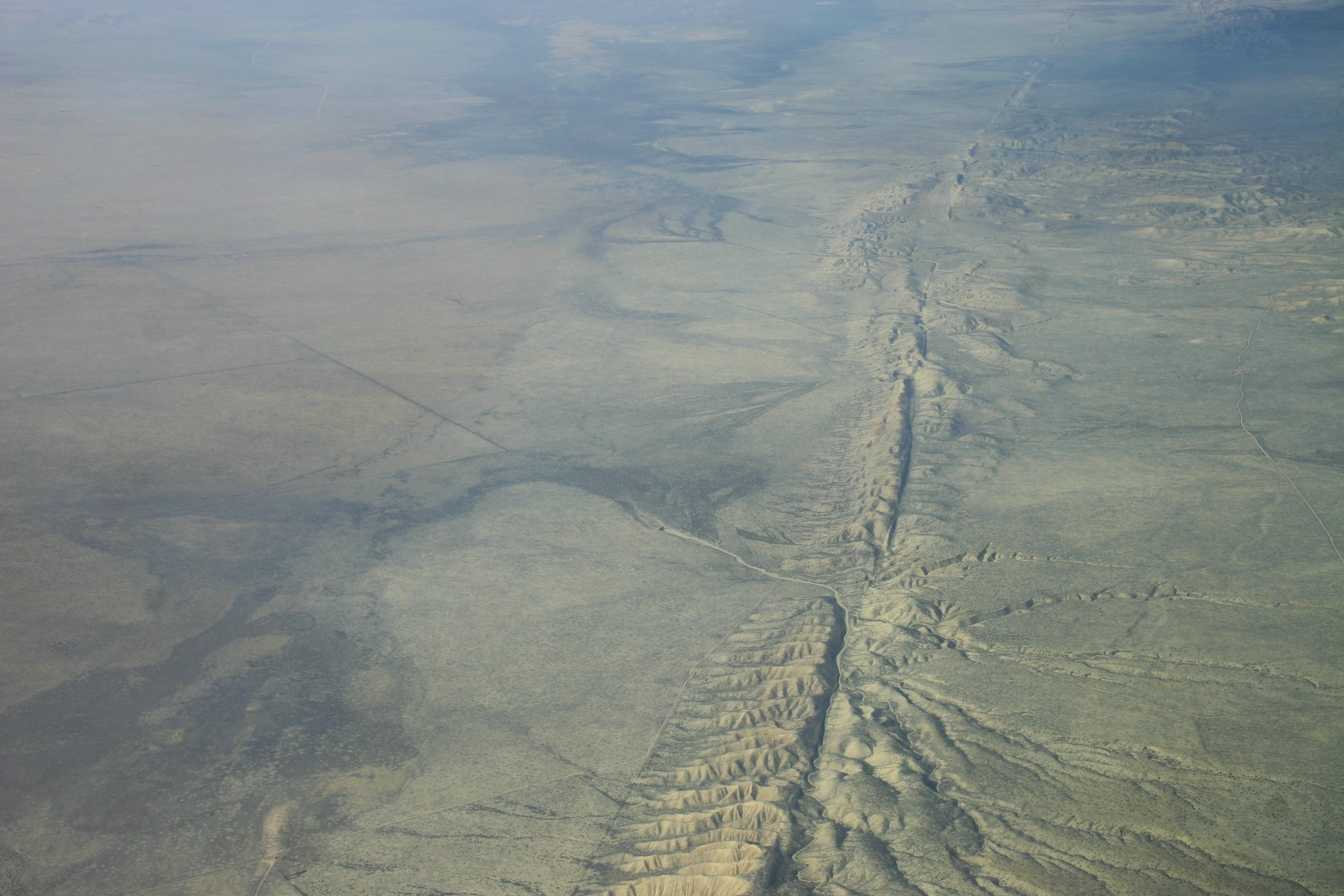
Luftaufnahme des mittleren Abschnitts der San-Andreas-Verwerfung in der Carrizo Plain

Die San-Andreas-Verwerfung (engl. San Andreas Fault) ist eine rechtssinnige (dextrale) Transformstörung, entlang derer die Pazifische Platte an der Nordamerikanischen Platte vorbeidriftet. Sie erstreckt sich über gut 1300 Kilometer Länge durch den US-Bundesstaat Kalifornien.
Wie prinzipiell jede andere Plattengrenze auch ist die San-Andreas-Verwerfung ein Schauplatz von Erdbebenaktivität. So war die Großstadt San Francisco am 18. April 1906 von einem schweren Erdbeben der Stärke 7,8 auf der Momenten-Magnituden-Skala betroffen.
Die San-Andreas-Verwerfung ist eine der wenigen Plattengrenzen, die direkt auf einem Kontinent verlaufen. Die meisten Plattengrenzen verlaufen am Grund der Ozeane.

## Verlauf

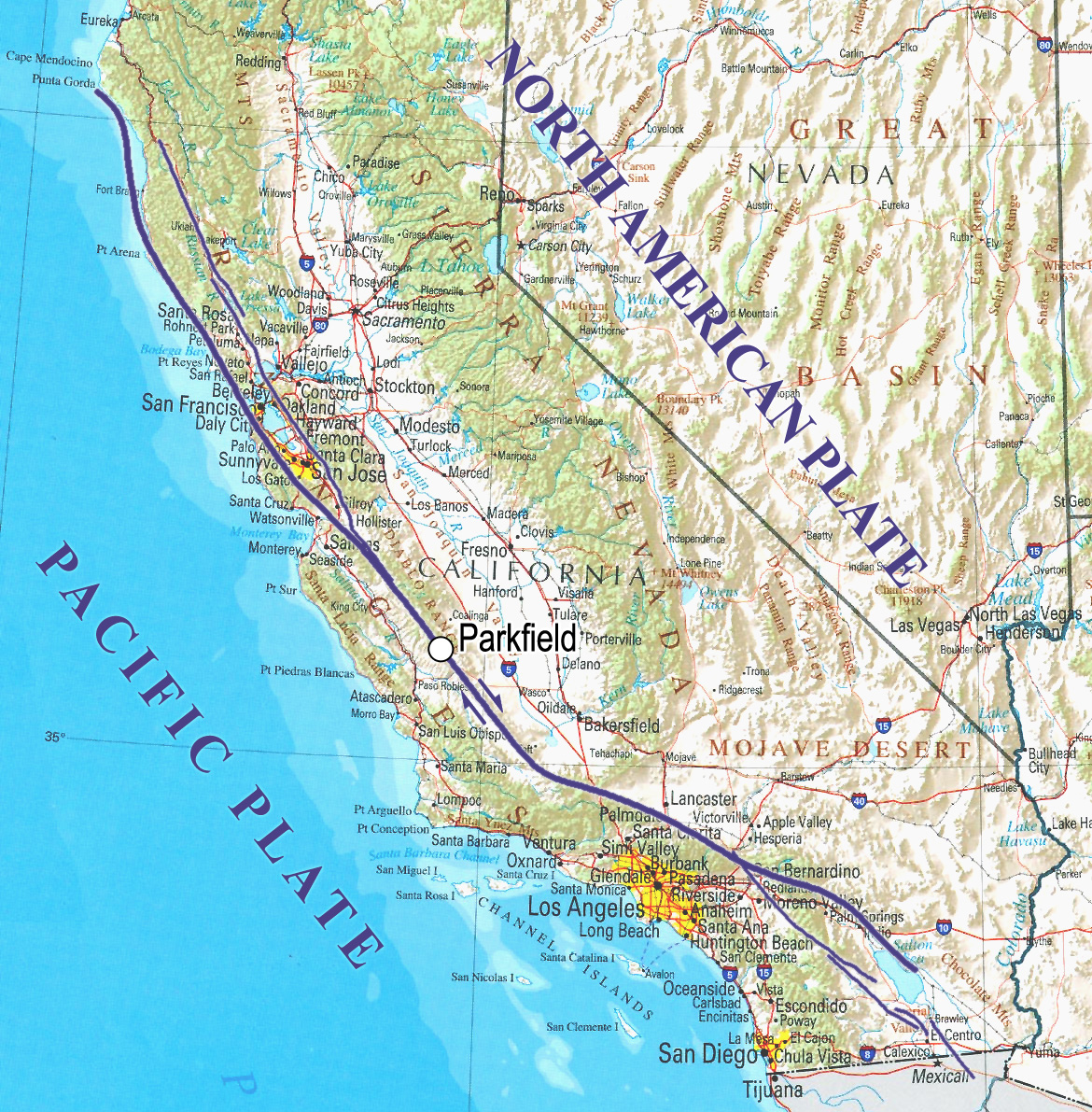
Topographische Karte Kaliforniens mit Verzeichnung der San-Andreas-Verwerfung und ihrer wichtigsten Nebenäste sowie Benennung der tektonischen Großplatten (violett). Die Halbpfeile (unter dem Punkt Parkfield) geben die Richtungen an, in die sich die Platten bewegen.

Die San-Andreas-Verwerfung kann geologisch in drei Abschnitte gegliedert werden: einen südlichen, einen mittleren und einen nördlichen Abschnitt.
Der südliche Abschnitt beginnt am Saltonsee (33° 21′ 48″ N, 115° 40′ 45″ W) nahe der mexikanischen Grenze, von wo er nach Südosten in die Spreizungszone des Golfs von Kalifornien übergeht. Vom Saltonsee nach Westnordwesten verläuft die Verwerfung, Los Angeles nordöstlich passierend, annähernd küstenparallel bis zum nördlichen Ende der Transverse Ranges (Dreiländereck der Countys Santa Barbara, Ventura und Kern, 34° 55′ 25″ N, 119° 22′ 36″ W).
Dort markiert ein Knick nach Nordwesten den Übergang zum mittleren Abschnitt der Verwerfung. Auch dieser Abschnitt verläuft annähernd küstenparallel. Er ist zudem, im Gegensatz zum nördlichen und südlichen Abschnitt, durch das Fehlen bedeutender Seitenäste gekennzeichnet. Sein nördliches Ende liegt im Bereich des nördlichen Endes der Gabilan Range (San Benito County, 36° 47′ 36″ N, 121° 21′ 54″ W).
Von dort läuft die Verwerfung auf die Küste zu, die sie, San Jose und San Francisco knapp südwestlich passierend, im Nordwesten der San-Francisco-Halbinsel erreicht. Weiter nach Nordwesten ziehend, bildet sie zunächst das Olema Valley und die Tomales Bay und legt bis nördlich von Point Arena (Mendocino County) noch eine längere Strecke auf dem küstennahen Festland zurück. Bis zur Punta Gorda (Humboldt County, 40° 15′ 41″ N, 124° 21′ 42″ W), die als nördliches Ende des Nordabschnittes gilt, lässt sich ihr Verlauf anhand der Meeresboden-Morphologie gut verfolgen. Von dort biegt sie wahrscheinlich nach Westen zum Mendocino-Tripelpunkt hin ab, wo sie mit der Mendocino-Transformstörung und der Cascadia-Subduktionszone zusammentrifft.

## Bewegung

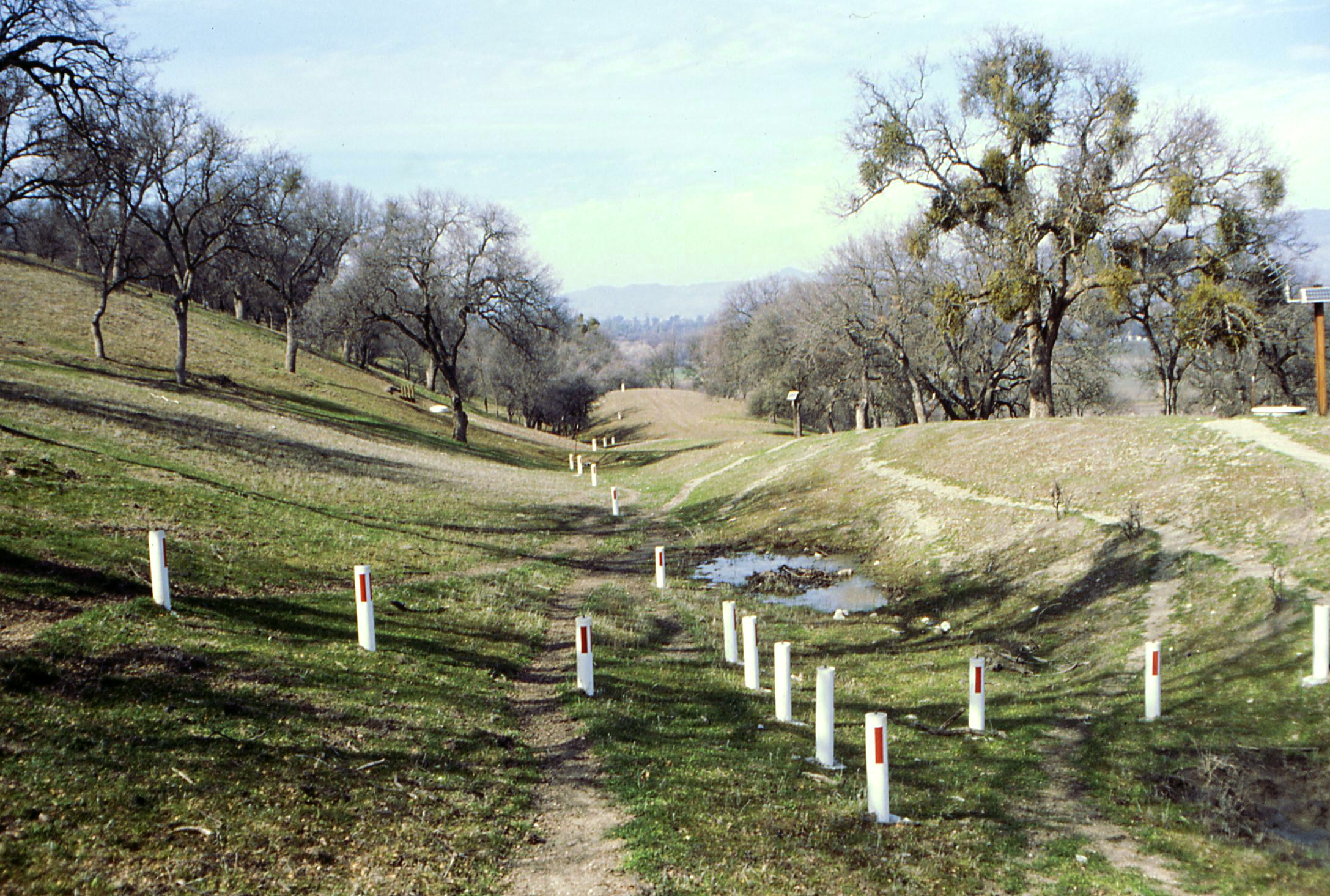
Messfeld einer Erdbebenwarnstation bei Parkfield, Kalifornien, am mittleren Abschnitt der Verwerfung

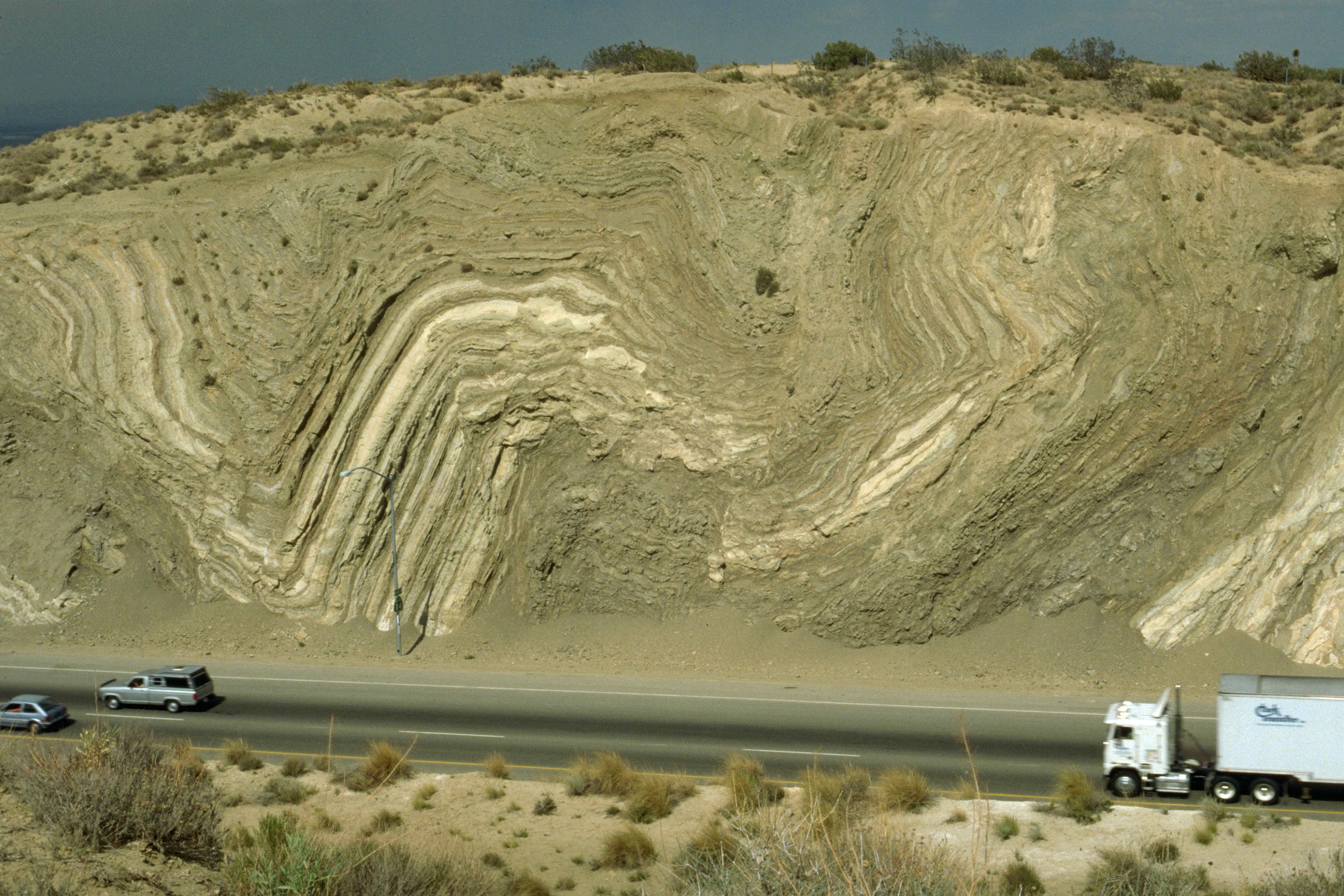
Highway 14 südlich von Palmdale

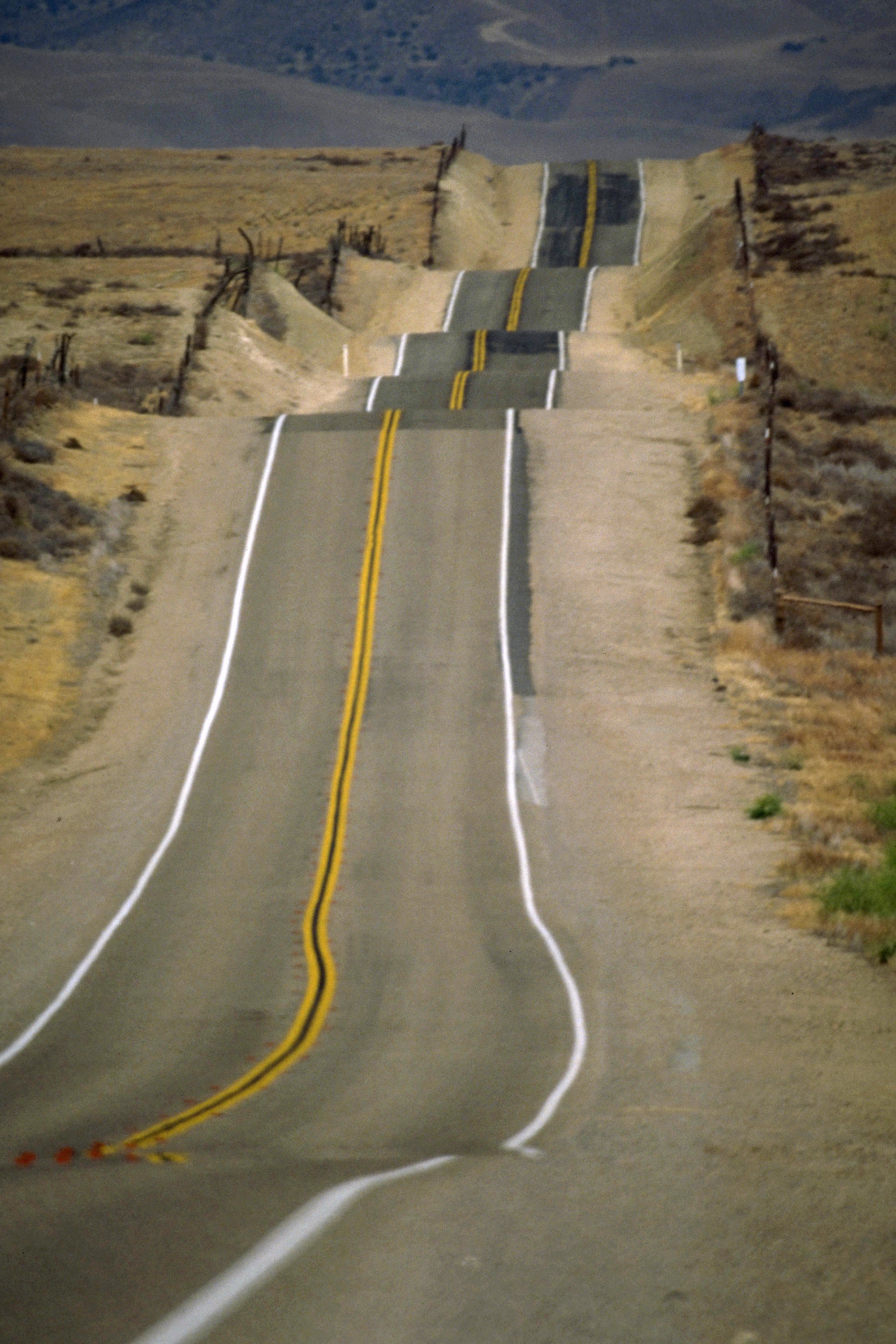
Straße durch die Carrizo Plains

Die jährliche Verschiebung der Erdkrusten zueinander lässt sich anhand der abnehmenden Plattendistanz zwischen Los Angeles und San Francisco bestimmen. Demnach beträgt sie etwa 6 cm pro Jahr. Dabei schiebt die Nordamerikanische Platte nach Süden und die Pazifische entgegengesetzt. Geologen bezeichnen die Art von Verwerfung als rechtsseitige Blattverschiebung: Blickt eine Person über die Verwerfung, bewegt sich der Block auf der gegenüberliegenden Seite nach rechts.
Die Bewegung vollführt sich dabei jedoch nicht überall gleich konstant; einige Bereiche der Verwerfung bewegen sich fast ständig, während sich andere Bereiche verhaken und sich nur gelegentlich ruckartig um zum Teil mehrere Meter gegeneinander verschieben – bis zu sechs Meter beim San-Francisco-Erdbeben von 1906. Beim Fort-Tejon-Erdbeben von 1857 soll die Verschiebung stellenweise sogar bis zu neun Meter betragen haben.
Geologen sind der Meinung, dass das System der San-Andreas-Verwerfung seit mindestens 31 Millionen Jahren in Bewegung sein muss. In dieser Zeit hat sich die Reyes-Halbinsel von Süden her um 450 km zu ihrem jetzigen Standort verschoben. Die beiden Pinnacles sind vor etwa 23 Millionen Jahren am gleichen Ort entstanden. Mittlerweile wurden sie aber entlang der San-Andreas-Verwerfung um 313 km versetzt. Die nördlichen Pinnacles sind also 313 km von ihrem Ursprung, der heutigen Neenach Formation, entfernt. Und immer noch tut sich viel im System der San-Andreas-Verwerfung: In einigen hunderttausend Jahren wird Point Reyes eine Insel sein, die auf ihrem Weg nach Alaska die Bodega Bay „überfahren“ wird. Erst in den späten 1960er Jahren erkannten die Wissenschaftler, dass die San-Andreas-Verwerfung die Grenze zweier Kontinentalplatten ist und Erdbeben deswegen unvermeidlich sind. Seit diesem Zeitpunkt stellt sich für die Menschen in der Region nicht mehr die Frage, ob, sondern wann es zum nächsten Erdbeben kommen wird. Seit 1984 nimmt die US-amerikanische Bundesbehörde United States Geological Survey intensive Untersuchungen insbesondere im direkt an der San-Andreas-Verwerfung gelegenen Örtchen Parkfield vor. Sie sollen dazu beitragen, die Vorhersagemöglichkeiten von Erdbeben zu verbessern. Hierbei wird seit 2004 mit Hilfe von SAFOD (San Andreas Fault Observatory at Depth 35° 58′ 27″ N, 120° 33′ 8″ W) zum ersten Mal versucht, mit einer Tiefbohrung eine aktive Plattengrenze direkt anzubohren, um bei Erdbeben direkt Rückschlüsse auf die Prozesse in der Verwerfung ziehen zu können.

### Verknüpfung mit der Cascadia-Subduktionszone
Die Aktivitäten der San-Andreas-Verwerfung stehen im Zusammenhang mit der Cascadia-Subduktionszone. Deren seismische Aktivitäten gehen häufig den Erdbeben der San-Andreas-Verwerfung voraus, im Schnitt 25 bis 45 Jahre. In einer Studie mit Turbiditen wurden bei 15 Erdbeben der San-Andreas-Verwerfung 13 Beben der Cascadia-Zone gefunden, die gleichzeitig stattgefunden haben.